# Provinz Overijssel
Overijssel (anhörenⓘ; niedersächsisch Oaveriessel, deutsch Oberyssel) ist eine Provinz in den Niederlanden. Sie liegt zwischen dem IJsselmeer, der IJssel und den Hügeln der Veluwe im Westen, Drenthe im Norden, den deutschen Ländern Niedersachsen und Nordrhein-Westfalen im Osten und dem Achterhoek (Provinz Gelderland) im Süden. Die Ortsdialekte werden dem Niedersächsischen (Nedersaksisch) zugerechnet.
Die Provinz besteht aus einem Geestgebiet, das von Flüssen und Bächen durchschnitten wird. In der Mitte gibt es bewaldete Hügel von 40 bis 85 Metern Höhe. Im Nordwesten wird die Landschaft durch Polder und Moore wie den Nationalpark Weerribben-Wieden bestimmt.

## Geographie
In Overijssel gibt es zwei eigentliche Regionen: Salland im Westen und Twente im Osten. Die Gemeinden Zwartewaterland und Steenwijkerland im Norden bilden zusammen die dritte Region, den „Kopf“ von Overijssel. Das Zugehörigkeitsbewusstsein bezieht sich in dieser Provinz besonders stark auf die Region und nicht auf die Provinz.
Overijssel wird vom IJsselmeer, der IJssel und den Hügeln von Veluwe im Westen, von den früheren Mooren von Drenthe im Norden, der Staatsgrenze zu Deutschland im Osten und der Gelderse Achterhoek im Süden begrenzt. Bis auf den Nordwesten, wo Seen dominieren, ist der Boden meist sandig, wird aber von kleinen Flüssen unterbrochen.
Die Hauptstadt der Provinz ist Zwolle. Andere wichtige Städte sind Almelo, Deventer, Enschede und Hengelo.

## Geschichte
Die Provinz Overijssel geht territorialgeschichtlich auf die Herrschaft Overijssel zurück, die bis 1528 ein Teil des Herrschaftsbereich des Bischofs von Utrecht – dem Hochstift Utrecht – war und Oberstift Utrecht genannt wurde (das Niederstift umfasste das Gebiet um Utrecht).  In jenem Jahr 1528 wurde das Gebiet des Oberstiftes von Bischof Heinrich von Bayern an Kaiser Karl V. abgetreten. 1580 schloss sich die Herrschaft der Utrechter Union an und ging als Provinz in der Republik der Vereinigten Niederlande auf.

## Politik
- SP: 1
- GL: 4
- PvdA: 3
- PvdD: 1
- D66: 2
- Volt: 1
- CDA: 4
- BBB: 17
- CU: 3
- VVD: 4
- SGP: 2
- JA21: 2
- FvD: 1
- PVV: 2

Das Provinzialparlament (niederländisch Provinciale Staten) hat seinen Sitz im Provinciehuis in der Provinzhauptstadt Zwolle. Entsprechend der Bevölkerungszahl in der Provinz besteht das Parlament aus 47 Sitzen. Die letzte Provinzialwahl fand am 15. März 2023 statt.
An der Spitze der Provinz steht der Kommissar des Königs. Das ist seit dem 11. Juli 2018 Andries Heidema (ChristenUnie). Das College van Gedeputeerde Staten, also die Regierung, wird seit 2023 von einer Koalition aus BBB, VVD, GroenLinks, PvdA und SGP gebildet.

### Gemeinden
Die Provinz Overijssel umfasst seit 2005 noch 25 Gemeinden:
1. Almelo (74.752)
2. Borne (24.738)
3. Dalfsen (30.051)
4. Deventer (104.301)
5. Dinkelland (26.727)
6. Enschede (162.337)
7. Haaksbergen (24.223)
8. Hardenberg (63.423)
9. Hellendoorn (36.211)
10. Hengelo (83.644)
11. Hof van Twente (35.669)
12. Kampen (56.541)
13. Losser (23.467)
14. Oldenzaal (32.021)
15. Olst-Wijhe (19.001)
16. Ommen (19.249)
17. Raalte (38.616)
18. Rijssen-Holten (38.830)
19. Staphorst (17.973)
20. Steenwijkerland (45.706)
21. Tubbergen (21.508)
22. Twenterand (34.115)
23. Wierden (25.349)
24. Zwartewaterland (23.510)
25. Zwolle (133.830)

(Einwohner am 1. Januar 2025)

## Wirtschaft
Im Jahr 2011 lag das regionale Bruttoinlandsprodukt je Einwohner, ausgedrückt in Kaufkraftstandards, bei 113,39 % des Durchschnitts der EU-28. Im Jahr 2017 betrug die Arbeitslosenquote 5,1 %.